# Impatiens aliciae
Impatiens aliciae är en balsaminväxtart som beskrevs av C. E. C.Fischer. Impatiens aliciae ingår i släktet balsaminer, och familjen balsaminväxter. Utöver nominatformen finns också underarten I. a. pandavaramalayensis.